# 平川理恵
平川 理恵（ひらかわ りえ、1968年 - ）は、日本の教育者、実業家。元広島県教育委員会教育長。
2010年に全国で女性初の公立中学校の民間人校長に就任した。2019年に広島県の小中学校で校内フリースクールを導入。同県教委教育長として様々な不登校対策に取り組んだことで知られる。

## 来歴
京都府京都市出身。1991年3月、同志社大学文学部文化学科国文学専攻卒業。リクルートに就職し、『B-ing』『とらばーゆ』の営業を担当した。1997年、同社の派遣留学生として南カリフォルニア大学大学院へ留学した。1998年で経営学修士（MBA）を取得。1999年、オーダーメイドの留学プランを紹介する留学図書館を東京都目黒区自由が丘に設立。留学支援のベンチャー企業を経営した。2009年、事業を売却した。
横浜市が民間人校長を公募するとこれに応募した。100名以上の応募者から、平川を含む4名が採用された。2010年、全国で女性初の公立中学校民間人校長として横浜市立市ヶ尾中学校に着任した。同校では当時、15～16人の不登校の生徒がおり、彼らを受け入れる特別支援教室をつくった。
2015年、横浜市立中川西中学校長に就任した。翌2016年4月、学校運営協議会と特別支援教室を設立した。同校の不登校生徒は、2016年3月末の約30名から、2017年1月に7名まで減少した。
また、文部科学省中央教育審議会の各委員を歴任し，新学習指導要領の改訂作業に携わった。

### 広島県教育委員会教育長
2017年7月、広島県知事の湯崎英彦と面会し、広島県教育委員会教育長の職を打診される。同年12月18日、広島県議会は翌年3月末で任期満了になる下崎邦明の後任として平川を教育長に任命する議案を可決した。
2018年4月1日、広島県教育委員会教育長に就任した。平川は「広島県の公立学校において、わいせつ、セクハラは許さない」と宣言した。「懲戒処分の指針」を改正し、わいせつ・セクハラに関する処分についてはより厳しい姿勢で臨む方針を打ち出した。友人でジャーナリストの白河桃子はこのことを大きく取り上げ、同年10月4日付の『ジャパンタイムズ』に「Crack down on sexual harassment in schools」と題する記事を寄稿した。
2019年4月、広島県下の5小学校・6中学校に、不登校の子どもの支援と不登校の未然防止などを目的とする「スペシャルサポートルーム」（SSR）を設置。同施策は校内フリースクールの草分け的存在として知られる。
2020年2月7日、NHK総合テレビ『あさイチ』が平川を特集し、「プレミアムトーク 平川理恵」として放映された。
2021年、広島県教委は不登校支援センターを新設した。また同年度にスペシャルサポートルームを計21校（小学校6、中学14、義務教育学校1）へ拡大し、「イラスト部」など、学校の枠を超えた「オンライン部活」も始めた。
内閣官房教育再生実行会議の有識者に名を連ねた（同組織は2021年12月に廃止）。
2019年に高校入試に関するパブリックコメントを実施した。寄せられた意見1545件のうち、「内申書にビクビクしながら、色々なものを犠牲にしてきたのに、今さら（制度を変えても）悲しいです」という意見があった。平川は、2023年度の入学者から高校の選抜制度改革を実施すると決定した。同年度から内申書は簡素化され、学力検査、内申書、自己表現の比重は「6：2：2」となる。
2022年3月、平川の取り組みを紹介する一般書籍『子どもが面白がる学校を創る―平川理恵・広島県教育長の公立校改革』（日経BP）が刊行された。
2024年3月31日、県教委教育長を任期満了で退任。

### 金蘭会学園
- 2024年10月、千里金蘭大学や金蘭会中学校・高等学校を擁する学校法人金蘭会学園理事兼経営改革本部長に就任[18]。

## 不祥事

### 官製談合疑惑
2022年2月、広島県教育委員会の職員は、京都市のNPO法人「パンゲア」の高崎俊之副理事長と、有志の高校生徒の課外活動を指導する事業の次年度予算をめぐり、メールでやり取りをした。職員は高崎に「予算として、1037万円の見積りをいただいているが、700万円程度に収まるよう調整することは可能か」と問い合わせ、「既に2割以上のディスカウントをしている」との返信があると、さらに「財政担当部署と連携したところ、750万円程度になるよう再調整していただくことは可能か」と打診した。これらのメールはパンゲアの森由美子理事長や県教委の課長にも同時に送付された。県教委はこの事業を「公募型プロポーザル」として公告した。パンゲア1社だけが申し込み、4月1日、763万5760円で受注した。
平川が教育長になるまではゼロだったパンゲアへの発注は、同年度までに少なくとも計6件、2600万円に上るが、森と平川が直接連絡を取り合う友人同士で、女性経営者が集うグループ「バラトゲの会」をともに作っていること、平川が自身の娘をパンゲアの事業であるサマースクールに参加させ、家族ぐるみの付き合いをしていることなどから、疑惑の目が向けられることとなった。前述の受注額がメールで示された「750万円程度」に極めて近かったこともあり、公正取引委員会OBの弁護士は「公募型プロポーザルの公告前に業者と価格交渉までしているのは、『予定価格その他の入札等に関する秘密を教示』したと認識されるため、官製談合防止法に違反する疑いが濃厚」と指摘した。県職員もメディアの取材に対し、「この事業も教育長の鶴の一声で昨年度から始まったものです。『パンゲアに来年もやらせて』との指示で今年度も実施することになった」と証言した。
同年5月16日、県教委高校教育指導課の職員が、森と高崎に「工業高校女子生徒によるホームぺージ作成プロジェクト」に関するメールを送信した。その中で「実質190万円程度以内で本プロジェクトを実施する必要がある」と予算について述べ、かつ「5月下旬入札公告」「6月下旬入札・業者決定」などと細かなスケジュールも記した。業者決定に至る前の6月13日、平川と担当の部長、課長らで会議が開かれ、平川は「パンゲアの高崎さんに金額の算出をお願いしている」と発言した。パンゲアが「190万円では無理」と回答したため、県教委は公告自体を取り止め、予算を増額した上で来年度に実施することとなった。しかしこの事案についても、公正取引委員会OBの弁護士から「官製談合防止法に違反する疑いがある」との指摘されている。
同年8月8日、平川は定例記者会見で「事業の準備段階で、事業者の意見を聞きながら検討したものだ」と述べ、違法性を否定した。
同年12月6日、県教育委員会は、パンゲアに委託事業2件を発注した際に官製談合防止法や地方自治法違反があったとする、外部専門家の弁護士による調査結果を発表した。違法行為について、平川の直接的な関与は認めなかったが、背景に平川に自由に意見を言いにくい「組織風土」の問題があると指摘した。同日、平川は記者会見を開き、「大変重く受け止めている。県民のみなさまに多大な心配と迷惑をおかけし、深くおわびする」と陳謝した。
同年12月21日、市民団体が官製談合防止法違反の疑いで平川に対する告発状を広島地方検察庁に提出した。広島地検は2024年3月8日付で告発状を受理した。
2023年2月21日、平川は自身の給与の30%を2カ月分（48万6千円）自主返納すると発表した。県教育委員会は同日、別の事業者との契約に関する内部調査の結果を公表した。法令違反はなかったと結論づけたが、「通常の問い合わせを超えていると疑われかねないやり取りがあった」などと言及しており、これを受けた措置である。平川は会見で「一連の問題はすべて私に責任がある」と陳謝した。
2024年7月5日、広島県警察は県教育委員会とパンゲアの複数の職員を官製談合防止法違反と公競売入札妨害の疑いで書類送検した。平川は明確な指示をしていたとは認められないとして、書類送検の対象にならなかった。8月2日、広島区検察庁は官製談合防止法違反（入札妨害）と公競売入札妨害の罪で、県教育委員会の担当課長だった男性を略式起訴した。広島簡易裁判所は同日、罰金50万円の略式命令を出した。広島地方検察庁は他の職員ら5人は起訴猶予処分とした。同月9日の記者会見で篠田智志教育長は職員が略式起訴されたことを陳謝し、平川に対しては「重く受け止めていただきたい」と述べた。

### 学校図書館リニューアル事業をめぐる諸問題
平川は県教育長就任3日前の2018年3月29日、学校図書館事業に関する職員との協議で、横浜市立中校長だった頃から関係のあった赤木かん子の起用を求めた。このとき平川は「学校図書館の事前の下見が必要で、旅費や資材購入費として30万円程度が必要」と話した。
県教委は2018年度、赤木の監修で小中高校の図書館リニューアルを推進。2019年度以降も赤木をアドバイザーとし、2022年度までに謝金と旅費計646万円を払った。図書館リニューアルでは各校が赤木の指導で古い本を大量に廃棄し、著書を含む本を購入したり、本の並べ方を独自ルールに変えたりしたため、教職員から不満の声が上がった。
2024年1月25日、市民団体「県教委官製談合疑惑をただす市民の会」は、県教委が特定の事業者と随意契約して公費を支出したのは不当として、事業者に支払った商品購入費や委託契約費など計4849万円を平川と湯崎英彦知事に返還させるよう県に求める住民監査請求をした。市民団体は、県立高が赤木の関連商品を計453万円で埼玉県新座市の社会福祉法人から購入した点について「入札を避けて随意契約しており違法」などと指摘。また、大阪市のコンサルティング会社に教員研修の委託契約費や謝金など計4396万円を支払ったのも同様に「違法」として返還を求めた。

## 著書
- 平川理恵『ここなら安心安全おすすめ200校厳選! マル得留学プラン』講談社、2001年10月。ISBN 978-4062109550。
- 平川理恵『世界中で気ままな自由旅行を思いっきり楽しむための本』メイツ出版、2006年10月。ISBN 978-4780401066。
- 平川理恵『28歳からのぶっつけ留学成功法』日本放送出版協会〈生活人新書〉、2007年7月。ISBN 978-4140882252。
- 嶋津良智、平川理恵『女性部下をうまく動かす上司力―すぐに使える10のルールと18のスキ』日本能率協会マネジメントセンター、2010年2月20日。ISBN 978-4820717638。
- 平川理恵『あなたの子どもが「自立」した大人になるために』世界文化社、2014年9月6日。ISBN 978-4418145010。
- 平川理恵『クリエイティブな校長になろう―新学習指導要領を実現する校長のマネジメント』教育開発研究所、2018年4月6日。ISBN 978-4873804972。
- 平川理恵、村橋克則ほか『リクルートOBのすごいまちづくり 2』CAPエンタテインメント、2020年6月1日。ISBN 978-4910274003。